# Belá-Dulice
Belá-Dulice je obec v okrese Martin v Žilinském kraji na Slovensku. Žije v ní přibližně 1 200 obyvatel.

## Historie
První historický údaj o Belé je z roku 1282. V 13. a 14. století byla královskou vesnicí patřící hradu Blatnica. Dulice se vyvíjely podobně jako Belá. Písemně jsou doloženy roku 1357, kdy se zmiňují hlavě zemani z Dulic. V Dulicích žilo více zemanských rodů, z nichž nejvýznamnější byl rod Buľovských. V roku 1971 se obě obce sloučili a používají sdružený název Belá-Dulice.

## Přírodní poměry
Obec Belá-Dulice se nachází ve východní části Turčianské kotliny, na západním úpatí Velké Fatry. Leží v nadmořské výšce 530 metrů a rozkládá se na ploše 51,17 km² podél Belianského potoka. Do správního území obce zasahuje národní park Velká Fatra a leží v něm národní přírodní památka Perlová jaskyňa.

## Sport
Obyvatelé obce i návštěvníci mají možnost širokého sportovního vyžití v blízké Jasenské a Belianské dolině. V zimním období jsou to možnosti lyžování v lyžarském středisku Jasenská dolina, v letním období je možnost využití turistických a cykloturistických tras, výstupy na nedaleké vrcholky Lysca a Borišova.

## Pamětihodnosti
Mezi významné objekty patří raně gotický kostel z 13. století a evangelický kostel z 20. století. Dále zemanský dvůr z poloviny 18. století, řadová zástavba – sýpky umístěné proti obytným domům, s typickými kovanými okenicemi a železnými dveřmi.